# Georg August (Nassau-Idstein)

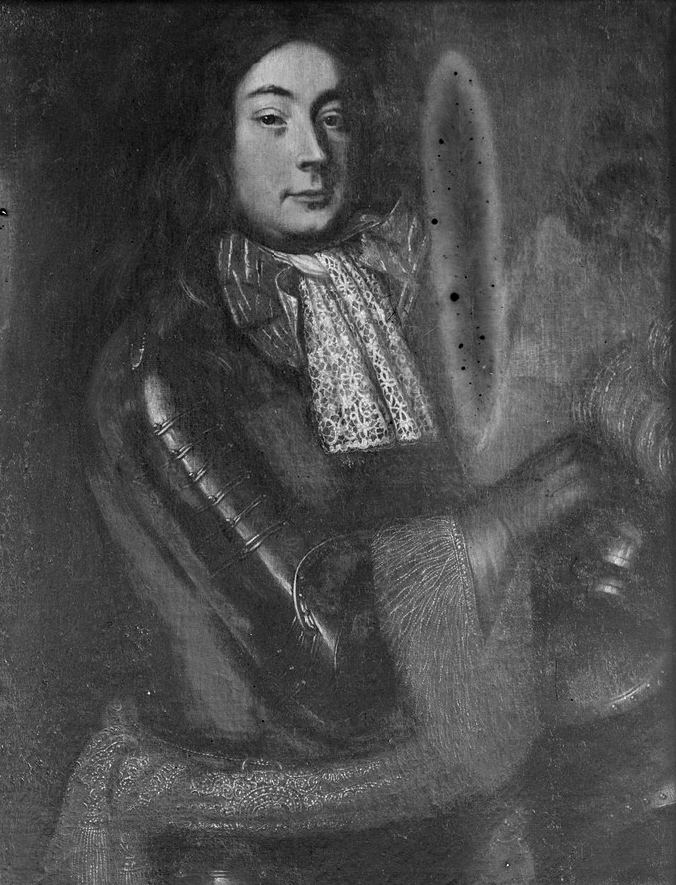
Georg August von Nassau-Idstein, um 1690

Georg August Samuel von Nassau-Idstein (* 26. Februar 1665 in Idstein; † 26. Oktober 1721 in Biebrich) war ab 1677 Graf und von 1688 bis zu seinem Tod Fürst von Nassau-Idstein. Er wirkte überwiegend in Wiesbaden.

## Leben
Georg August war gerade 12 Jahre alt, als sein Vater Johann im Jahre 1677 starb und er das Erbe antrat. Gemäß dem väterlichen Testament vom 12. November 1674 stand der jugendliche Graf zunächst unter der Vormundschaft von Graf Johann Casimir von Leiningen-Dagsburg, eines Bruders seiner Mutter, und Graf Johann August von Solms. Georg August nutzte diese Zeit für Studien in Gießen, wo er 1679 auch als Rektor der Hochschule wirkte, Straßburg und Paris, später auch in England und Brabant. Dabei lernte er auch verschiedene europäische Höfe kennen, wobei ihn Schloss Versailles besonders beeindruckte. 1683 nahm er an der Verteidigung Wiens während der zweiten türkischen Belagerung teil. Ein Jahr später, mit seinem 18. Geburtstag, wurde er regierender Graf. Am 4. August 1688 erhob ihn Kaiser Leopold I. wegen seiner Verdienste um die Befreiung Wiens und nach Zahlung einer großen Geldsumme zum Fürsten.
Am 22. November 1688 heiratete er Prinzessin Henriette Dorothea (* 14. November 1672 in Oettingen; † 23. Mai 1728 in Wiesbaden), Tochter des 1674 gefürsteten Grafen Albrecht Ernst I. zu Oettingen-Oettingen (1642–1683) aus dem Haus Oettingen und Christiane Friederike von Württemberg. Fürst Albrecht Ernst II. zu Oettingen-Oettingen (1669–1731) war ihr Bruder. Mit ihr hatte er in der Folge insgesamt 12 Kinder, wovon allerdings die drei Söhne alle im frühen Kindesalter starben.

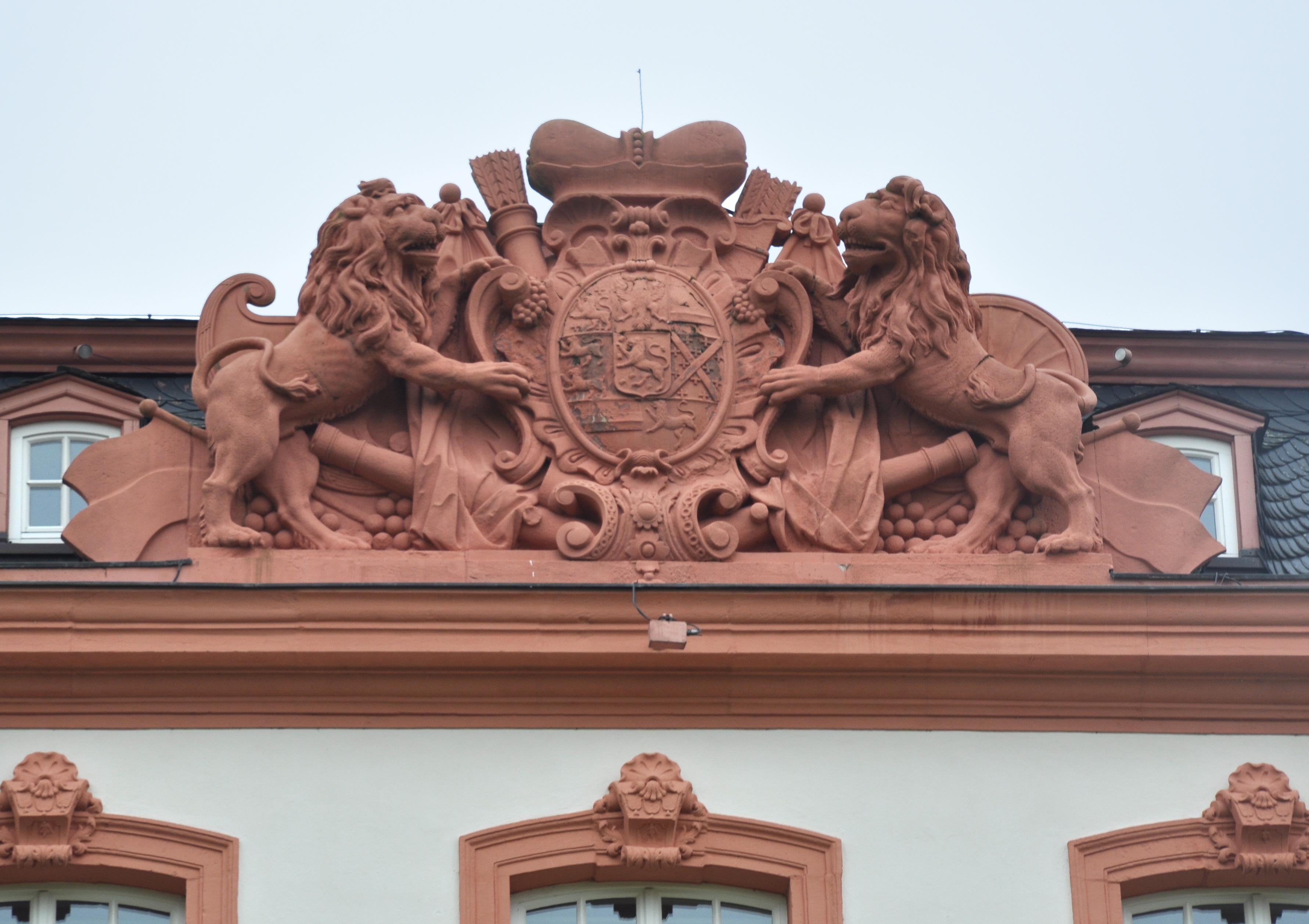
Wappen Georg Augusts am Schloss Biebrich

Die Stadt Wiesbaden und die gesamte Grafschaft Nassau-Idstein hatten im Dreißigjährigen Krieg und durch die Pest im Jahr 1675 stark gelitten. Von den ursprünglich 1.800 Einwohnern Wiesbadens lebten nur noch wenige Dutzend. Unter Georg August erlebten beide einen enormen Aufschwung. Er leitete eine rege Bautätigkeit ein. Unter anderem vollendete er das Residenzschloss in Idstein, legte in Wiesbaden den Herrengarten und die Fasanerie an, ließ den Vorgängerbau des Stadtschlosses umbauen und erweitern und legte am Rheinufer in Biebrich einen Barockgarten an. Ein erstes Gartenhaus war der Grundstein zum späteren Schloss Biebrich, das aber erst nach seinem Tod vollendet wurde.
Georg August starb 1721, wie auch seine beiden jüngsten Töchter, an den Pocken. Nach seinem Tod fiel Nassau-Idstein an Karl Ludwig von Nassau-Saarbrücken († 1723 in Idstein) und Friedrich Ludwig von Nassau-Ottweiler († 1728). 1728 wurden Idstein und Wiesbaden Bestandteil des Fürstentums Nassau-Usingen.

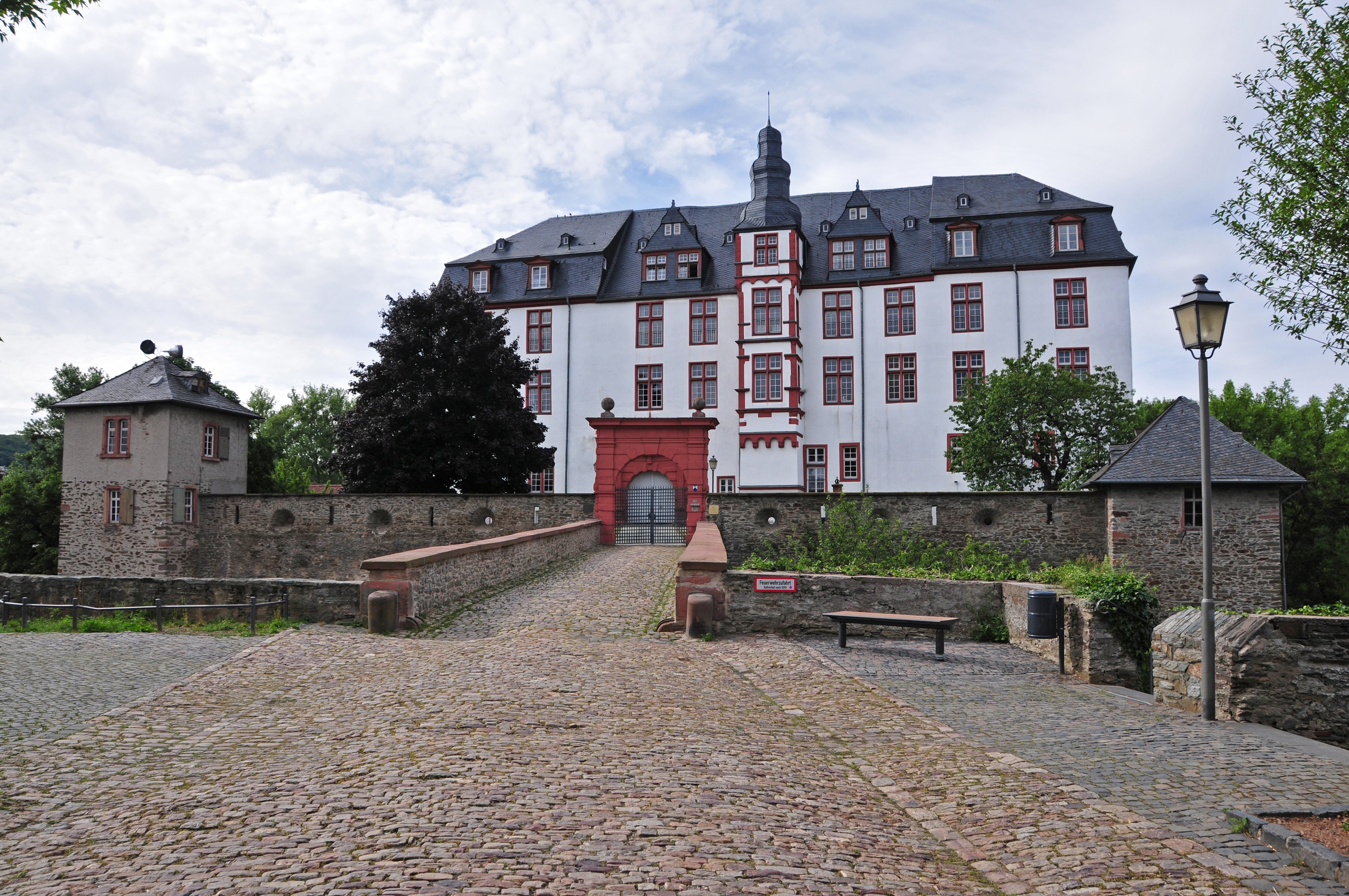
Residenzschloss in Idstein
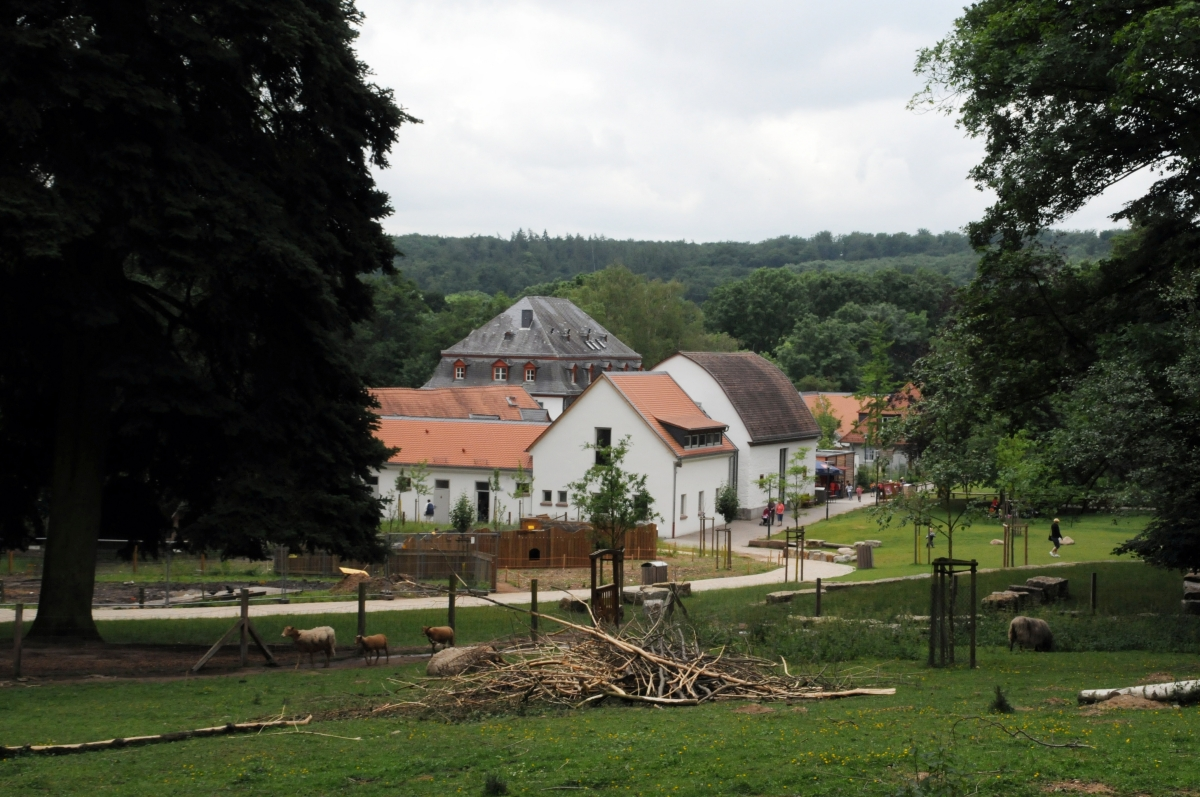
Fasanerie bei Wiesbaden
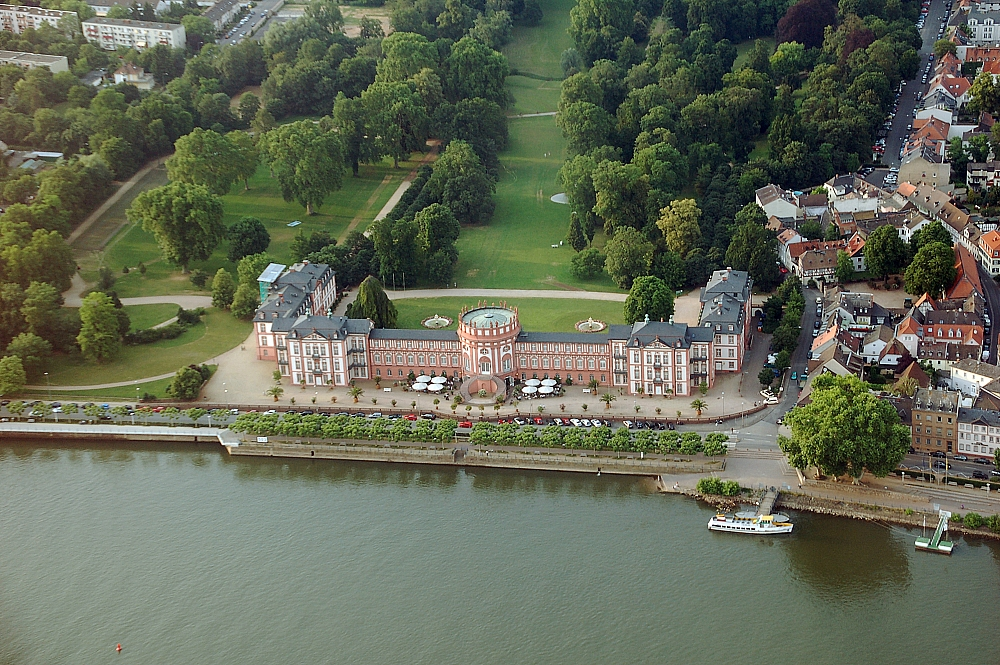
Schloss Biebrich
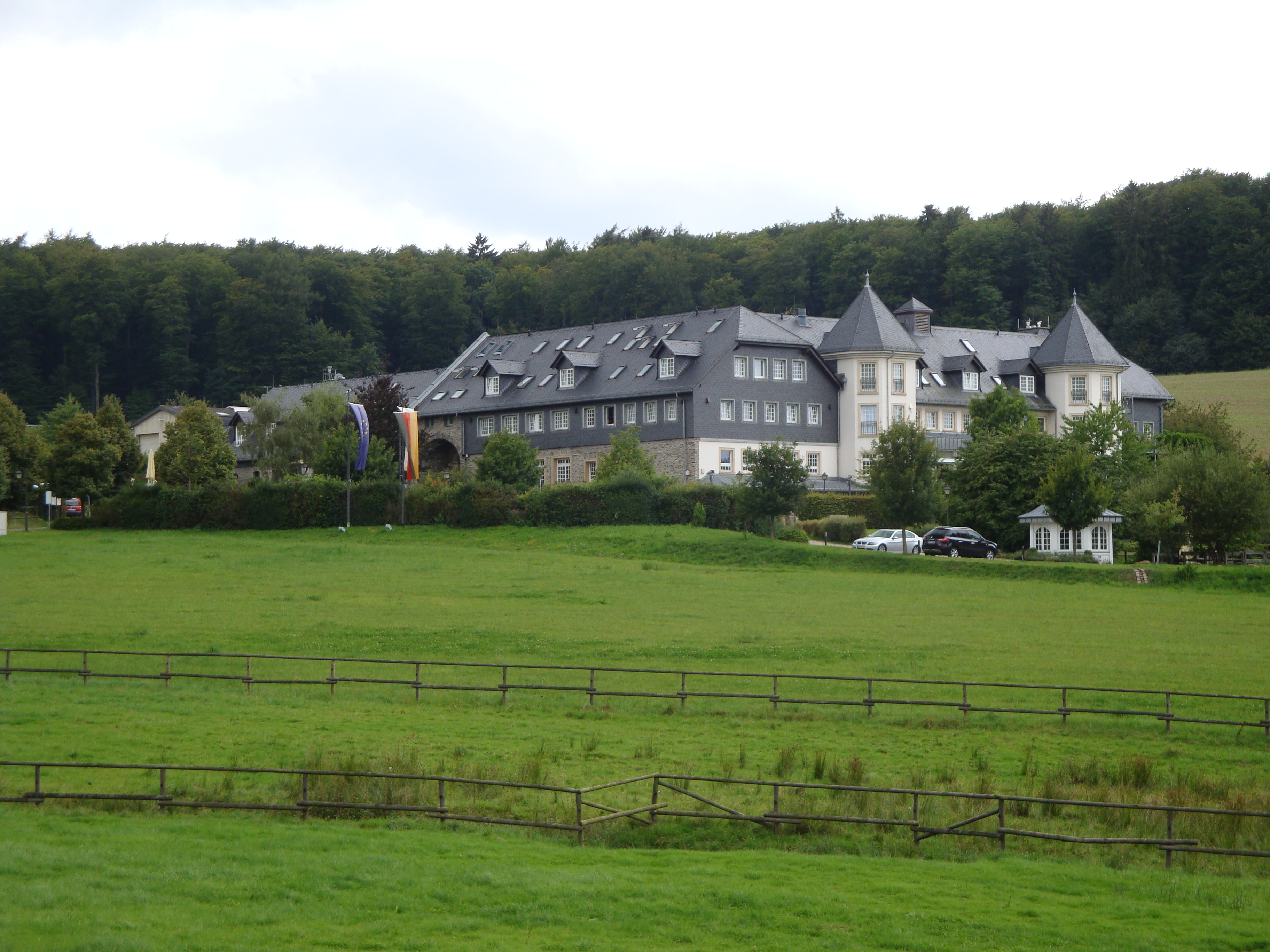
Hofgut Georgenthal

## Trivia
- Nach ihm wurde das seinerseits als Zehnthof gegründete Hofgut Georgenthal benannt, in dessen Gebäuden heute ein Hotel betrieben wird. Seine Frau Prinzessin Henriette Dorothea von Oettingen war Namenspatin für den Henriettenthaler Hof.

## Nachkommen
- Friedrich Ernst (* 27. August 1689 in Idstein; † 21. März 1690 ebenda), Erbprinz von Nassau-Idstein
- Christine Luise (* 31. März 1691 in Idstein; † 13. April 1723 in Aurich), Prinzessin von Nassau-Idstein, Heirat am 23. September 1709 mit Fürst Georg Albrecht von Ostfriesland (* 13. Juni 1690; † 11. Juni 1734)
- Charlotte Eberhardine (* 16. Juli 1692 in Idstein; † 6. Februar 1693 ebenda), Prinzessin von Nassau-Idstein
- Henriette Charlotte (* 9. November 1693 in Idstein; † 8. April 1734 in Delitzsch), Prinzessin von Nassau-Idstein, Heirat am 4. November 1711 mit Herzog Moritz Wilhelm von Sachsen-Merseburg (* 5. Februar 1688 in Merseburg; † 21. April 1731 ebenda)
- Eleonore Charlotte (* 28. November 1696 in Idstein; † 8. Dezember 1696 ebenda), Prinzessin von Nassau-Idstein
- Albertine Juliane (* 29. März 1698 in Idstein; † 9. Oktober 1722 auf Schloss Wilhelmsthal bei Eisenach), Prinzessin von Nassau-Idstein, Heirat am 14. Februar 1713 mit Herzog Wilhelm Heinrich von Sachsen-Eisenach (* 10. November 1691 in Oranienwald; † 26. Juli 1741 auf Schloss Wilhelmsthal bei Eisenach)
- Auguste Friederike (* 17. August 1699 in Idstein; † 8. Juni 1750 in Kirchheim), Prinzessin von Nassau-Idstein, Heirat am 17. August 1723 mit Fürst Karl August von Nassau-Weilburg (* 17. September 1685 in Weilburg; † 9. November 1753 ebenda)
- Johannette Wilhelmine (* 14. September 1700 in Idstein; † 2. Juni 1756 in Brake), Prinzessin von Nassau-Idstein, Heirat am 16. Oktober 1719 mit Fürst Simon Heinrich Adolf zur Lippe-Detmold (* 25. Januar 1694 in Detmold; † 12. Oktober 1734 ebenda)
- Friedrich August (* 30. April 1702 in Idstein; † 30. Januar 1703 ebenda), Erbprinz von Nassau-Idstein
- Wilhelm Samuel (* 14. Februar 1704 in Idstein; † 4. Mai 1704 ebenda), Erbprinz von Nassau-Idstein
- Elisabeth Franziska (* 17. September 1708 in Idstein; † 7. November 1721 ebenda), Prinzessin von Nassau-Idstein
- Luise Charlotte (* 17. März 1710 in Idstein; † 4. November 1721 in Biebrich), Prinzessin von Nassau-Idstein